# Bay Lake
Bay Lake è un comune degli Stati Uniti d'America, situato in Florida, nella Contea di Orange. È chiamata come il lago omonimo situato a est del Magic Kingdom. Tutti e quattro i parchi a tema del complesso Walt Disney World Resort e uno dei due parchi acquatici si trovano qui.

## Storia
Walt Disney, in cerca di ettari di terreno per edificare il suo secondo parco a tema sul finire degli anni '60, acquistò, tramite società di facciata, diversi ettari di terreno in Florida. Il suo sogno era quello di creare, oltre al nuovo parco a tema, un'intera nuova città utopistica gestita dalla sua società che si sarebbe dovuta chiamare EPCOT (Experimental Prototype Community of Tomorrow), ma dopo la sua prematura morte avvenuta nel 1966, i dirigenti della Disney decisero diversamente anche se, di fatto, la Disney ha creato dal nulla le città di Bay Lake e la vicina Lake Buena Vista mettendo così in atto, solo in parte, il sogno di Walt: infatti, quando la Disney iniziò la costruzione dell'importante parco a tema nelle contee di Orange e Osceola della Florida, fece pressione sul legislatore e governatore della Florida per approvare una straordinaria disposizione governativa creata, controllata e gestita per il suo esclusivo beneficio ottenendo così il controllo sulle neonate città. In futuro la Disney farà lo stesso con la città di Celebration, che più di tutte rappresenta il sogno iniziale di Disney di controllare un'intera città ideale.
La fondazione della città è datata al 1967 circa, quando vennero firmati i primi documenti dall'allora governatore della Florida, Claude Roy Kirk Jr.

## Descrizione
Secondo l'Ufficio del Censimento degli Stati Uniti, la città ha una superficie totale di 22,8 miglia quadrate (59,1 km²), di cui 21,5 miglia quadrate (55,7 km²) sono terra e 1,4 miglia quadrate (3,5 km²) (5,86%) sono acqua.
Il confine principale che divide le città di Lake Buena Vista a est e di Bay Lake a ovest è il canale chiamato Bonnet Creek, adiacente al Parcheggio Bonnet Creek. La maggior parte delle attrazioni associate al Walt Disney World Resort sono situate all'interno della città del Bay Lake, compresi tutti e quattro i parchi a tema:

### Punti di interesse
Walt Disney World Resort:
- Magic Kingdom
- Disney's Fort Wilderness Resort & Campground
- Magnolia and Palm Golf Courses
- Disney's BoardWalk Resort
- Epcot
- Disney's Animal Kingdom
- Disney's Blizzard Beach
- Disney's Hollywood Studios
- ESPN Wide World of Sports Complex